# 염행
염행(閻行, ? ~ ?)은 중국 후한 말 한수 휘하의 무장으로 자는 언명(彦明)이며 양주 금성군 사람이다. 훗날 이름을 염(豔)으로 고쳤다. 마초를 일기토로 쓰러뜨린 무장이다.

## 생애
젋어서부터 건장하다고 이름이 났다. 건안 초, 한수와 마등이 전쟁을 벌였다. 마등의 아들이자 역시 건장하다고 이름난 마초를 찌르려다 모가 부러졌다. 부러진 모로 마초의 목을 가격해 거의 죽을 뻔하게 만들었다. 209년(건안 14년), 한수의 사신으로서 조조를 방문하였다. 후한 대접을 받고 건위태수에 임명되자 그 아버지를 숙위시켜달라고 청하였다. 한수에게로 돌아와 ‘군을 일으킨 지 30여 년인데 백성과 병사들은 피폐하고 땅은 협소하니 어서 조조에게 귀부해야한다’면서 아들 한 명을 보내라고 진언하였다. 한수는 일단 관망을 택했다가 후일 자식을 보냈다. 210년, 한수가 중앙을 대신해 무위태수 장맹(張猛)을 토벌하러갔을 때는 염행이 본거지를 지켰다.
211년, 마초 등 관중십장이 조조에 대항하기로 뜻을 모으고 한수를 설득하였다. 염행은 이에 가담하지 말라고 반대했으나 먹히지 않았다. 관중십장과 조조는 동관(潼關) 일대에서 전투를 벌였다. 한수가 조조와 회담할 때 염행이 호위하였다. 조조는 염행더러 효자가 되라고 말하였다. 관중십장은 완패하여 한수와 염행도 금성군으로 돌아왔다. 조조는 염행이 개전에 반대했다는 것을 듣고 수도에 와있던 한수의 자손만을 주살하고 염행의 아버지는 살려주었다. 한수는 염행도 같은 일을 당해 자신과 한마음이 되기를 바랐다. 이에 어린 딸을 염행에게 강제적으로 혼인시켰다. 조조는 과연 염행을 의심하였다. 이후 서평군에 있게 되자 한수를 공격했는데 패하여 집안 사람들을 데리고 조조에게로 도주하였다. 조조가 표를 올려 열후(列侯)로 봉해주었다.

## 같이 보기
- 삼국지 인물 목록

## 참고 문헌
- 어환, 《위략》 ; 배송지 주석, 《삼국지》15권 위서 제15 장기에서 인용